# SASK Elstal
Der Sowjetische Armeesportklub Elstal war ein sowjetischer Sportclub aus Elstal im heutigen Landkreis Havelland. Heimstätte war das frühere Olympische Dorf in Elstal, das für die Olympischen Sommerspiele 1936 eingerichtet worden war. Der Club unterstand  bis 1992 genau wie der parallel existierende SASK Wünsdorf der Gruppe der Sowjetischen Streitkräfte in Deutschland.
Im SASK trainierten sowjetische Leistungssportler verschiedener Sportarten während ihres Wehrdienstes innerhalb der sowjetischen Westgruppe. Der Club nahm in der DDR gelegentlich an Sportveranstaltungen, Turnieren und Sportfesten teil, wurde aber nie in Meisterschaften oder Punktspielbetriebe integriert. Mit dem Abzug der sowjetischen Truppen wurde der Club Anfang der 1990er Jahre aufgelöst.

## Sektion Fußball

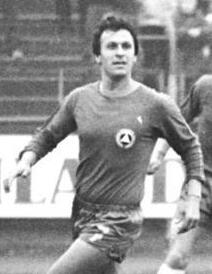
SASK-Leihgabe Juri Adshem im Einsatz für KWO Berlin

Die Fußballabteilung des SASK bestand fast ausschließlich aus im Wehrdienst stehenden Spielern des ZSKA Moskau. Der Club trat, unter anderem gegen den BFC Dynamo, Union Berlin und dem 1. FC Magdeburg, häufig als Testgegner von Oberliga- bzw. Liga-Mannschaften an.
Ab den siebziger Jahren fungierte der SASK de facto als einziger Club, welcher ausländische Spieler im größeren Stil im DDR-Fußball auslieh. Während ausländische Spieler für die DDR-Oberliga vom Deutschen Fußball-Verband grundsätzlich nicht zugelassen wurden, durften zumindest in der zweitklassigen DDR-Liga Spieler eingesetzt werden. Waren es anfangs nur Einzelfälle, lieh der SASK sowjetische Spieler verstärkt in die DDR-Liga aus.
Leihnehmer waren häufig ambitionierte Betriebssportgemeinschaften wie Motor Nordhausen, Motor Weimar, DEFA Babelsberg oder die TSG Neustrelitz, welche sich durch die zum Teil erstligaerfahrenen sowjetischen Spieler entsprechend höheres Niveau erhofften. Mit dem DFV-Fußballbeschluss von 1983 durften ausländische Spieler ab 1984 dann nicht mehr in der Liga agieren, so dass der SASK seine Spieler nur noch in die drittklassigen Bezirksligen auslieh. Als Erfolgsmodell erwiesen sich die Leihgeschäfte für KWO Berlin, welches zeitweise mit bis zu vier SASK-Spielern auflief und zwischen 1985 und 1988 viermal die Ostberliner Meisterschaft gewann. Diese SASK-Spieler wurden dabei extra zu den KWO-Spielen aus ihren Armeestützpunkten heranchauffiert. Der damalige KWO-Trainer und spätere Spielervermittler Dieter Fietz fungierte nach der Wende für den ZSKA als Generalmanager.

## Sektion Handball
Der Klub verfügte auch über eine Handballmannschaft, die in der Bezirksliga Potsdam (III. Liga) spielte, aber nicht aufstiegsberechtigt zur DDR-Liga war. 1971 wurde SASK Elstal Potsdamer Bezirksmeister.

## Sektion Boxen
Leistungsstarke Boxer des SASK Elstal nahmen u. a. am internationalen Boxturnier des TSC Berlin teil.

## Personen
- Wjatscheslaw Wiktorowitsch Tschanow